# Ходжава, Гоча Джемалович
Го́ча Джема́лович Ходжа́ва (груз. გოჩა ჯემალის ძე ხოჯავა; 16 марта 1985, Тбилиси) — грузинский футболист, полузащитник.

## Карьера

### Клубная

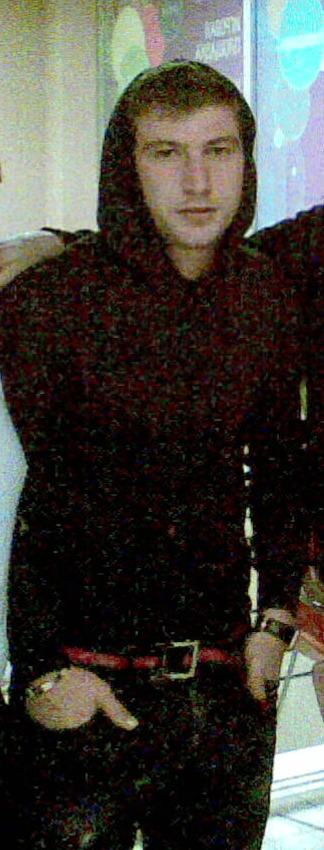
Ходжава в 2010 году

Играть начал в 2003 году в тбилисском клубе ««Мерани-Олимпи»/ФК «Тбилиси»», после чего перебрался на Кипр, где играл за «Анортосис» из Фамагусты, однако вскоре вернулся на Родину, где играл за «Мерани». Летом 2005 находился на просмотре в «Ростове», с которым и вскоре подписал контракт. В играх Премьер-лиги провёл лишь один матч, выйдя на замену на 72-й минуте вместо Андрея Бочкова в игре против раменского «Сатурна» (0:0). В июне 2006 года был на просмотре в самарских «Крыльях Советов», даже вышел на поле в товарищеском матче, в котором крылышки принимали казанский «Рубин». Однако, главный тренер самарцев Гаджи Гаджиев в интервью заявил, что не уверен, будет ли он его выпускать в основном составе и что может приобрести его лишь на перспективу. В 2006 году Ходжава вернулся в Грузию, где выступал за клуб «Олимпи» из Рустави. В 2007 году по приглашению Омари Тетрадзе перешёл в махачкалинскую «Анжи», который выступал в Первом дивизионе. В марте 2009 года вместе с Георгом Наваловским и Эдиком Саджаей получил российское гражданство. Летом 2009 года у «Рубина» была заинтересованность в приобретении Ходжавы, но после переговоров между двумя клубами было принято решение оставить полузащитника до конца сезона в «Анжи». В том же сезоне в составе клуба из Дагестана Гоча Ходжава стал победителем Первого дивизиона. В Премьер-лиге 2010 года дебютировал в стартовом туре против клуба «Спартак-Нальчик».
В июле 2010 года перешёл в нижегородскую «Волгу», за которую выступал на правах аренды, однако в ноябре подписал полноценный контракт с клубом. В 2013 году стал игроком «Алании».

### В сборной
В национальной сборной Грузии дебютировал 17 ноября 2010 года в товарищеском матче со сборной Словении.

## Достижения
«Анжи»
Победитель Первого дивизиона:
- 2009

 «Волга» (Нижний Новгород)
Второе место в Первом дивизионе: (выход в Премьер-лигу)
- 2010